# Autocultuur

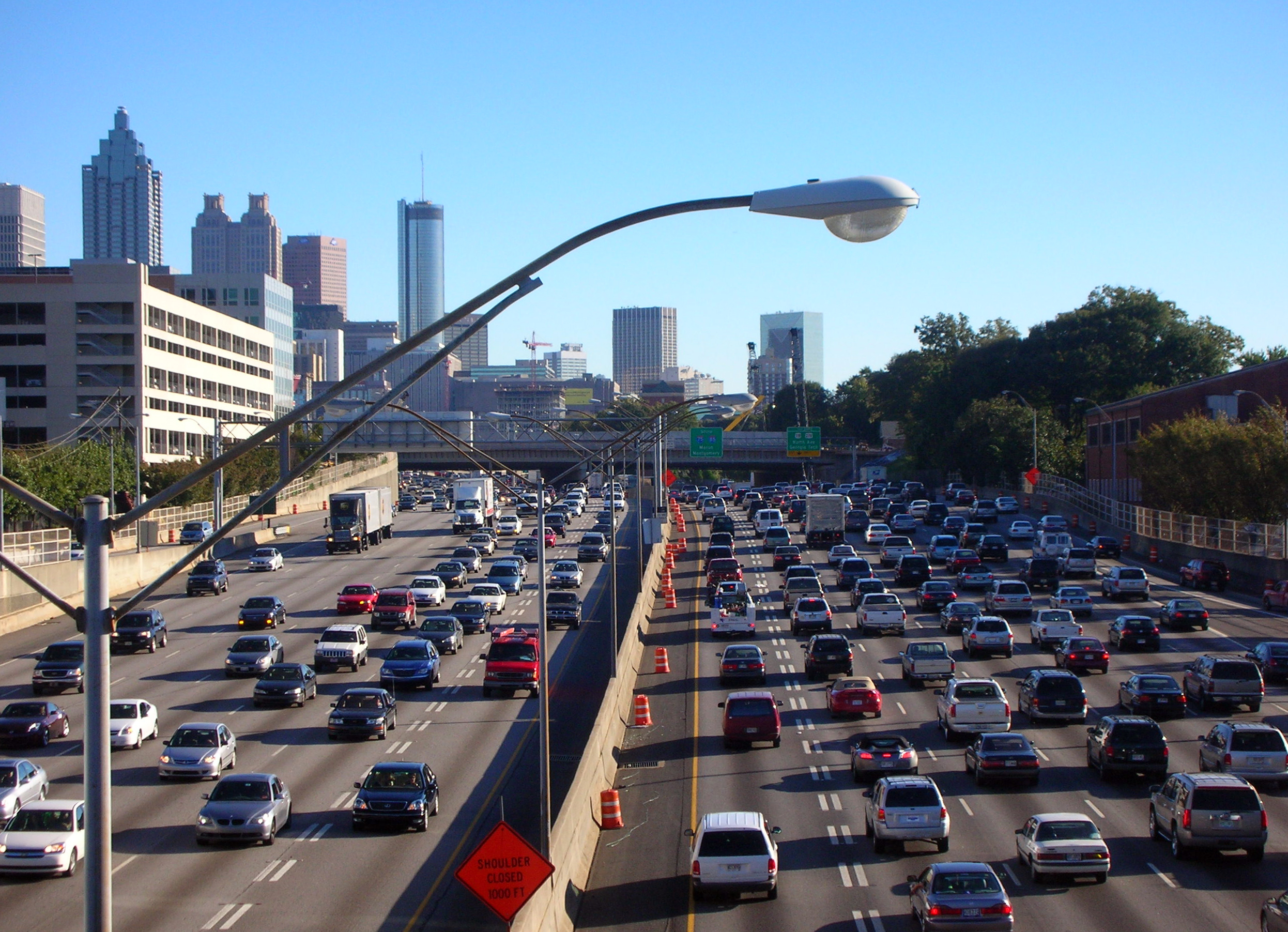
Een file op de Interstate 85 in Atlanta (Georgia). Wanneer het meeste forensenverkeer per auto gebeurt, zijn verkeersopstoppingen een logisch gevolg.

Onder autocultuur verstaat men de preoccupatie met en de afhankelijkheid van auto's in de Westerse wereld. In landen of streken met een sterke autocultuur, is het veelal gebruikelijk om zich - ook voor korte ritten - met de auto te verplaatsen. Een sterke autocultuur wordt traditioneel met de Verenigde Staten geassocieerd, en meer bepaald met Californië en de moderne voorstedelijke wijken (suburbs).